# Shaun Bownes
Shaun Bownes (Shaun Patrick Bownes; * 24. Oktober 1970 in Johannesburg) ist ein ehemaliger südafrikanischer Hürdenläufer, der sich auf die 110-Meter-Distanz spezialisiert hatte.
1998 siegte er bei den Afrikameisterschaften in Dakar und gewann Bronze bei den Commonwealth Games in Kuala Lumpur. Bei den Weltmeisterschaften 1999 in Sevilla erreichte er das Viertelfinale, bei den Olympischen Spielen 2000 in Sydney das Halbfinale.
2001 holte er über 60 Meter Hürden Bronze bei den Hallenweltmeisterschaften in Lissabon und wurde Achter bei den Weltmeisterschaften in Edmonton.
2002 wurde sein erfolgreichstes Jahr mit Siegen bei den Commonwealth Games in Manchester und bei den Afrikameisterschaften in Radès. Im Jahr darauf wurde er bei den Hallenweltmeisterschaften in Birmingham Achter und gelangte bei den Weltmeisterschaften in Paris/Saint-Denis ins Halbfinale.
2004 errang er Silber bei den Afrikameisterschaften in Brazzaville und schied bei den Olympischen Spielen in Athen im Viertelfinale aus. Bei den Commonwealth Games 2006 in Melbourne wurde er Sechster. 2007 gewann er Bronze bei den Panafrikanischen Spielen in Algier, kam aber bei den Weltmeisterschaften in Osaka nicht über die erste Runde hinaus.

## Bestzeiten
- 50 m Hürden (Halle): 6,48 s, 25. Februar 2001, Liévin (Zwischenzeit; Afrikarekord)
- 60 m Hürden (Halle): 7,52 s, 23. Februar 2001, Gent (Afrikarekord)
- 110 m Hürden: 13,26 s, 14. Juli 2001, Heusden (ehemaliger Afrikarekord)